# Bukowa (gromada w powiecie biłgorajskim)
Bukowa – dawna gromada, czyli najmniejsza jednostka podziału terytorialnego Polskiej Rzeczypospolitej Ludowej w latach 1954–1972.
Gromady, z gromadzkimi radami narodowymi (GRN) jako organami władzy najniższego stopnia na wsi, funkcjonowały od reformy reorganizującej administrację wiejską przeprowadzonej jesienią 1954 do momentu ich zniesienia z dniem 1 stycznia 1973, tym samym wypierając organizację gminną w latach 1954–1972.
Gromadę Bukowa z siedzibą GRN w Bukowej utworzono – jako jedną z 8759 gromad na obszarze Polski – w powiecie biłgorajskim w woj. lubelskim na mocy uchwały nr 6 WRN w Lublinie z dnia 5 października 1954. W skład jednostki weszły obszary dotychczasowych gromad Andrzejówka i Bukowa ze zniesionej gminy Kocudza oraz obszar dotychczasowej gromady Ciosmy ze zniesionej gminy Sól w tymże powiecie. Dla gromady ustalono 14 członków gromadzkiej rady narodowej.
1 stycznia 1962 gromadę zniesiono, włączając jej obszar do gromad Sól (wieś Ciosmy oraz przysiółki Byczek, Knieja i Pszczelna) i Biłgoraj (wsie Andrzejówka i Bukowa) w tymże powiecie.